# Гранд-Ридж (Флорида)
Гранд-Ридж (англ. Grand Ridge) — небольшой город (таун), расположенный в округе Джэксон (штат Флорида, США) с населением в 792 человека по статистическим данным переписи 2000 года.

## География
По данным Бюро переписи населения США Гранд-Ридж имеет общую площадь в 5,96 квадратных километров, из которых 5,7 кв. километров занимает земля и 0,26 кв. километров — вода. Площадь водных ресурсов округа составляет 4,36 % от всей его площади.
Город Гранд-Ридж расположен на высоте 39 м над уровнем моря.

## Демография
По данным переписи населения 2000 года в Гранд-Ридж проживало 792 человека, 232 семьи, насчитывалось 309 домашних хозяйств и 344 жилых дома. Средняя плотность населения составляла около 132,89 человека на один квадратный километр. Расовый состав населённого пункта распределился следующим образом: 93,56 % белых, 2,53 % — чёрных или афроамериканцев, 2,27 % — коренных американцев, 0,13 % — выходцев с тихоокеанских островов, 0,76 % — представителей смешанных рас, 0,76 % — других народностей. Испаноговорящие составили 1,26 % от всех жителей.
Из 309 домашних хозяйств в 35,9 % воспитывали детей в возрасте до 18 лет, 59,9 % представляли собой совместно проживающие супружеские пары, в 13,6 % семей женщины проживали без мужей, 24,6 % не имели семей. 22,0 % от общего числа семей на момент переписи жили самостоятельно, при этом 8,1 % составили одинокие пожилые люди в возрасте 65 лет и старше. Средний размер домашнего хозяйства составил 2,56 человек, а средний размер семьи — 2,95 человек.
Население города по возрастному диапазону по данным переписи 2000 года распределилось следующим образом: 26,3 % — жители младше 18 лет, 7,6 % — между 18 и 24 годами, 31,2 % — от 25 до 44 лет, 23,5 % — от 45 до 64 лет и 11,5 % — в возрасте 65 лет и старше. Средний возраст жителей составил 36 лет. На каждые 100 женщин в Гранд-Ридж приходилось 91,8 мужчин, при этом на каждые сто женщин 18 лет и старше приходилось 85,4 мужчин также старше 18 лет.
Средний доход на одно домашнее хозяйство составил 31 083 доллара США, а средний доход на одну семью — 36 875 долларов. При этом мужчины имели средний доход в 24 722 доллара США в год против 20 125 долларов среднегодового дохода у женщин. Доход на душу населения составил 31 083 доллара в год. 9,6 % от всего числа семей в населённом пункте и 16,5 % от всей численности населения находилось на момент переписи населения за чертой бедности, при этом 26,5 % из них были моложе 18 лет и 11,2 % — в возрасте 65 лет и старше.